# Renáta Tomanová
Renáta Tomanová (Jindřichův Hradec, 9 dicembre 1954) è un'ex tennista ceca.

## Biografia
Giunse in finale all'Open di Francia nel 1976 dove perse contro Sue Barker per 6-2, 0-6, 6-2. Nello stesso anno vinse il Barcelona Ladies Open riuscendo ad avere la meglio su Virginia Ruzici con 3–6, 6–4, 6–2
Nel 1978 vinse il doppio femminile agli Australian Open in coppia con Betsy Nagelsen battendo in finale la coppia formata da Naoko Satō e Pam Whytcross con un punteggio di 7-5, 6-2. Sempre in doppio due anni dopo si aggiudicò gli Internazionali d'Italia insieme alla connazionale Hana Mandlíková sconfiggendo le argentine Ivanna Madruga e Adriana Villagrán per un doppio 6–4.

## Statistiche

### Singolare

#### Vittorie (4)
| No. | Data            | Torneo                            | Superficie  | Avversaria in finale          | Punteggio      |
| 1.  | 25 maggio 1975  | WTA German Open, Amburgo          | Terra rossa | Kazuko Sawamatsu              | 7-6, 5-7, 10-8 |
| 2.  | 11 luglio 1976  | Swedish Open, Bastad              | Terra rossa | Helena Anliot                 | 6-3, 6-2       |
| 3.  | 24 ottobre 1976 | Barcelona Ladies Open, Barcellona | Terra rossa | Virginia Ruzici               | 3-6, 6-4, 6-2  |
| 4.  | 17 luglio 1977  | WTA Austrian Open, Kitzbühel      | Terra rossa | Katja Burgemeister Ebbinghaus | 6-3, 7-5       |